# Turmhügel Oberlind
Der Turmhügel Oberlind ist eine abgegangene mittelalterliche Turmhügelburg (Motte) ca. 500 m nordnordöstlich der Kirche St. Thomas von Oberlind, einem Gemeindeteil der oberpfälzischen Stadt Vohenstrauß im Landkreis Neustadt an der Waldnaab. Die Anlage wird als Bodendenkmal unter der Aktennummer D-3-6339-0028 als „mittelalterlicher Turmhügel“ geführt.

## Beschreibung
Der Turmhügel liegt etwas versteckt in einem Wäldchen am Kalvarienberg, etwa 60 m vor der Wallfahrtskirche Unserer Lieben Frau. Ein Randwall ist um das bewaldete Burgareal erkennbar.